# Révolte des Turbans rouges
La révolte des Turbans rouges (chinois traditionnel : 紅巾之亂 ; pinyin : hóngjīn zhī luàn) (1351 — 1368) est un ensemble de rébellions de la fin de la dynastie Yuan, mongole, en Chine qui en précipitèrent la chute. On la fait traditionnellement débuter en 1351 par le soulèvement au Hebei et en Anhui de Han Shantong (en) (韓山童) et Liu Futong (zh) (劉福通), chefs d’une secte de la lignée du Lotus blanc. Elle doit son nom aux foulards rouges que leurs troupes portaient. Des chefs rebelles se réclamant du mouvement — en fait des seigneurs de guerre indépendants — se déclarèrent bientôt dans d’autres régions de Chine. Durant près de 20 ans, les Turbans rouges bataillent aussi bien entre eux que contre les troupes mongoles et leurs alliés locaux. Les généraux Yuan eux-mêmes se détachent progressivement du pouvoir central à partir de 1354, combattant plus pour leur propre compte que pour celui de l’empereur. Zhu Yuanzhang, qui rejoint le mouvement en 1352, sortira vainqueur de la mêlée et fondera en 1368 la dynastie Ming, dans laquelle il prend le nom Ming Hongwu après la prise de Dadu (大都, aujourd'hui Pékin), puis Shangdu.
Les principaux généraux impériaux luttant contre les rebelles furent Hesi (赫廝), Tuchi (禿赤), Esen Temür (zh) (也先帖木儿/也先帖木兒), Kuanchege (寬徹哥), Jialu (zh) (賈魯), Boluo Temür (zh) (Бээр Төмөр/Beer Tömör ou Бээру Төмөр/Beeru Tömör, 孛罗帖木儿/孛羅帖木兒) ; ils reçurent l'aide de potentats locaux comme Dashibadulu (答失八都魯), le Ouïgour Chahan Temur (zh) (Цагаантөмөр, 察罕帖木儿/察罕帖木兒) et les Hans Li Siqi (zh) (李思齐/李思齊) et Zhang Liangbi (張良弼).
Cet épisode de l'histoire chinoise a été popularisé dans la culture moderne sinophone par un roman du célèbre auteur de littérature de kung-fu Jin Yong L'épée céleste et le sabre du dragon (倚天屠龍記, yǐ tiān tú lóng jì, « Notes sur « Profiter du ciel pour abattre le dragon » »)

## Historique

### Arrière-plan
Le mécontentement de la population Han vis-à-vis de la dynastie Yuan s’accentue fortement à partir de 1340 du fait d’inondations du fleuve Jaune facilités par des brèches dans les digues mal entretenues. Ces catastrophes naturelles viennent s’ajouter à l’augmentation des impôts de guerre dont les Han, défavorisés par la politique ethnique mongole, supportent la plus grande part, ainsi qu’aux manipulations monétaires du gouvernement entraînant une malencontreuse dévaluation.

### Premiers soulèvements
Le mouvement des Turbans rouges est précédé de deux premiers soulèvements :
- Le Yao, Wu Tianbao (zh) (吳天保 ou 吴天宝) rassemble en 1346 une armée dans le Hunan et remonte progressivement jusqu’au Henan. Lorsqu’il meurt au combat, ses troupes rejoignent les Turbans rouges de Liu Futong, Xu Shouhui (zh) (chinois : 徐寿辉) ou Chen Youliang (zh) (陈友谅).

- En 1348, sur les côtes du Zhejiang, Fang Guozhen (zh) (方國珍) (1319 — 1374) capture un navire Yuan près de Huangyan (黃巖) et occupe la région, installé à Ningbo. Il n’en sera délogé qu’en 1367 par Zhu Yuanzhang, après s’être allié tour à tour à des généraux mongols et à des rebelles tels que Chen Youding du Fujian. À l'avènement des Ming en 1369, il reçoit un titre de fonctionnaire de la province du Guangxi dont il perçoit les émoluments, tout en étant assigné à résidence à Nankin dans une demeure offerte par l’empereur Hongwu.

### Han Shantong et Liu Futong
Le mouvement débute officiellement avec Han Shantong (韓山童) (? — 1351) et son second Liu Futong (劉福通) (1321-1363). Le premier est chef héréditaire d’une secte se réclamant du Lotus blanc, intégrant dans ses pratiques des éléments manichéens et le culte de Maitreya. Toutes ces croyances ont en commun de promettre la victoire de la lumière sur les ténèbres et l’arrivée d’êtres providentiels : Maitreya le bouddha du futur, que Han Shantong personnifie pour ses fidèles lors de séances où il les reçoit dans son « paradis », et le « Roi brillant » (明王) manichéen, autre titre dont il se pare. Il se prétend par ailleurs descendant de huitième génération de l’empereur Huizong des Song (徽宗) (1082-1135). Hormis Liu Futong, il a pour assistants principaux Du Zundao (杜遵道), Luo Wensu (羅文素) et Cheng Wenyu (盛文郁).
En 1351, des travaux de grande envergure sont nécessaires pour endiguer le fleuve Jaune. Au Henan et au Hebei, 150 000 personnes sont réquisitionnées sous la direction du Mongol Jialu pour travailler sous les ordres de 20 000 soldats. Han Shantong et Liu Futong incitent les corvéables à la révolte, n'hésitant pas à fabriquer des présages : ils font courir le bruit qu'un « homme de pierre » donnera le signal de la rébellion, et en effet une telle statue est découverte sur les lieux des travaux, vraisemblablement enterrée par leurs soins. Ils organisent les ouvriers mécontents et leurs fidèles en une armée qui portera des foulards et des étendards rouges en signe de ralliement, d’où le nom du mouvement. Le culte de Maitreya, pratiqué également par les rebelles de l'armée de Xu Shouhui, comprend des séances de fumigations rituelles, aussi les appelle-t-on également « l'armée de l’encens » (香軍).
Les insurgés prévoient de déclencher la révolte le cinquième mois au village du cerf blanc (白鹿庄) dans le comté de Yongnian (永年), Hebei, mais leur projet est éventé par un mandarin local et Han Shantong est arrêté et exécuté. Liu Futong réussit à s’enfuir avec son héritier Han Lin'er (韓林兒) (? — 1366) et s’installe à Yingzhou (穎州), actuelle Fuyang (阜陽) dans l’Anhui, province qui deviendra son bastion. En 1355, il fait proclamer Han Lin'er empereur de la dynastie Song (宋) et « petit Roi brillant » (小明王), fixant sa capitale à Bozhou (亳州). Ses troupes approchent peu à peu de la capitale et occupent Kaifeng, mais en sont chassées en 1359. Il se fixe alors à Anfeng (安豐) dans le comté de Shou (壽縣), où il meurt en 1363 en défendant la ville contre Zhang Shicheng (張士誠), un autre rebelle.
Han Lin'er place alors ses espoirs dans Zhu Yuanzhang, qui dans un premier temps le reconnaît comme empereur ; il le titre duc, puis roi de Wu. En 1366, Zhu Yuanzhang le fait venir à Yingtian, son quartier général ; alors qu’il traverse le fleuve Bleu à Guabu (瓜步), Jiangsu, son bateau sombre et il se noie. Les historiens attribuent presque unanimement l’incident à un complot du futur empereur Hongwu.

### Xu Shouhui et ses alliés
En 1351, à Qishui (蘄水) dans l’actuel comté de Xishui (浠水), dans la province de Hubei, l'ancien colporteur Xu Shouhui (zh) (徐壽輝), ayant vent de la révolte de Han Shantong, entame également une insurrection se réclamant des Turbans rouges. Il est assisté de Zou Pusheng (zh) (鄒普勝) et Peng Yingyu (zh) (彭瑩玉), encore appelé « moine Peng » (彭和尚, péng héshang), qui propage lui aussi la croyance en l’arrivée prochaine de Maitreya. Xu Shouhui se proclame vite empereur et fixe sa capitale à Qishui. Le nom de sa dynastie est Tianwan (天完) : le premier caractère, « ciel », représente la grandeur (大) et l’unité (一) ; le second, « achèvement », est le yuan (元) de la dynastie régnante chapeauté, et symbolise sa fin. Il est tué en 1360 par son subordonné Chen Youliang (陳友諒) (1320-1363), qui se proclame empereur Han (漢帝) et fixe sa capitale à Jiangzhou (江州), actuelle Jiujiang (九江), dans l'actuelle province du Jiangxi, avant de mourir en 1363 dans une bataille contre Zhu Yuanzhang, à qui son fils Chen Li (陳理) se rend l’année suivante.
Entré dans l’armée de Xu Shouhui en 1357, Ming Yuzhen (明玉珍) (1331-1366) prend en son nom Chongqing et Chengdu et occupe le Sichuan avec le titre de prince de Long et Shu (隴蜀王). À la mort de Xu Shouhui, il se proclame empereur de la dynastie Daxia (大夏), capitale Chongqing. Il y impose le maitreyisme. Leur position excentrée permet aux Daxia de subsister jusqu’en 1371, trois ans après la proclamation de la dynastie Ming. C'est son fils Ming Sheng (明昇) qui se rend aux troupes de Zhu Yuanzhang.

### Guo Zixing et Zhu Yuanzhang
Zhu Yuanzhang, fondateur des Ming, rejoint en 1352 l’armée de Guo Zixing (郭子興) (1302-1355), chef rebelle de Haozhou (濠州) dans l’Anhui, dont il épouse la fille adoptive Ma Xiuying (馬秀英) et à qui il succède lorsqu'il meurt de maladie. Ses troupes remontent jusqu’à Nankin où il s’installe en 1356 et qu’il nomme Yingtianfu (應天府).
Han Lin'er, « empereur Song », le considère comme un de ses alliés et le nomme en 1361 duc de Wu (吳國公), puis roi de Wu en 1364 après avoir vaincu Chen Youliang, successeur de Xu Shouhui. En 1366, Zhu Yuanzhang le fait venir à Yingtian. Alors qu’il traverse le fleuve Bleu à Guabu (瓜步), dans la province du Jiangsu, son bateau sombre et il se noie ; peu croient à l'hypothèse d'un accident.
Avec la victoire des Hua (Chinois Hans) sur les Hu (barbares) comme mot d'ordre et un mode de fonctionnement plus réfléchi et moins pesant pour la population que ses rivaux, Zhu Yuanzhang prend progressivement le pas sur eux. En 1367, il envoie ses généraux Xu Da (徐達) (1332-1385）et Chang Yuchun (常遇春) （1330 — 1369）à l’attaque de Dadu, qu’ils prennent en 1368. Le 23 janvier de cette même année, il fonde sa propre dynastie, Ming (明) ou « brillant », nom choisi selon certains en référence aux « Rois de lumière » Han Shantong et Han Lin'er qu’il remplace désormais. Il débute l’ère de Hongwu (洪武) dont il portera le nom dans l’histoire (empereur Hongwu).

### Autres rebelles
En réaction à la nouvelle du soulèvement de Han Shantong (1351), Li Er (李二), surnommé « Li au sésame » (芝麻李) car il avait l’habitude d’en distribuer aux sinistrés, occupe Xuzhou avec sept autres compagnons, dont Peng Da (彭大) et Zhao Junyong (趙君用). La ville est reprise l’année suivante par les troupes Yuan qui tuent Li Er, massacrent les habitants et réduisent le rang administratif de la ville ; elle ne le retrouvera qu’en 1368 avec l'arrivée des Ming au pouvoir. Les compagnons de Li Er rejoignent Guo Zixing.
En 1353, Zhang Shicheng (張士誠) (1321-1367) se soulève à Taizhou (泰州) dans le Jiangsu où il fonde la dynastie Zhou (周), capitale Pingjiang (平江), actuelle Suzhou. Il tient tête aux Yuan et aux autres rebelles pour qui il est un adversaire redoutable ; il sera finalement capturé et exécuté par Zhu Yuanzhang.
Deux anciens fonctionnaires Yuan, Chen Youding (陳友定) ( ? — 1368) et He Zhen (何真), prennent chacun son indépendance, le premier à Badu (八郡) dans le Fujian où il s’allie un moment avec Fang Guozhen, et le second à Zhuzhoucun (諸州郡) dans la province de Guangdong. En 1368, le premier est capturé et exécuté par les armées Ming, mais le second se rend et sera honoré comme un héros anti-Mongols par Zhu Yuanzhang.